# 中南海香煙
中南海香烟是一种有北京卷烟厂生产的香烟，在1976年前，其一直为中南海内的特供烟。现在，其用户遍布全国。

## 历史
中南海香烟为北京卷烟厂生产，其是为了迎合毛泽东晚年对烟的嗜好而生产的。其前身就是毛泽东选定的2号特供烟。
1970年代，中央办公厅对北京卷烟厂下达指令，要其在中南海东一四合院内建立“132车间”，以生产专供毛泽东等几位中央领导人享用的特供烟。对中南海的供应一直持续到1976年，毛泽东于当年去世。
虽然毛泽东逝世，但是特供烟的生产依然没有停止，此类香烟开始承担外事需要。1980年代初，北京卷烟厂开始和中南海警卫局商谈商标之事，最终以“中南海”之名注册成功，因在毛泽东生前给中南海供应而取此名称。烟标为毛泽东题写的“中南海”三个字。
1980年代，北京卷烟厂研制出“浓味中南海”，此后又开发出“淡味中南海”（每支香烟的焦油含量低于15毫克），1994年研制出每支8毫克焦油的“低焦油中南海”。
在十三大、十四大、北京亚运会、国庆四十五周年庆典等场所，特制的红中南海曾作为专用烟来供给来宾享用。

## 商标争议
2009年4月13日，民间机构新探健康发展研究中心在京举办《烟草企业不应利用烟包信息误导消费者》研讨会，會上有专家提出撤销“中南海”品牌，因为其“会使人误以为代表党和政府向公众推荐危害公众健康的烟草制品，误导消费者”。
2009年4月，新探健康发展研究中心要求国家工商总局商标评审委员会撤销“中南海”香烟商标，该委员会于2011年8月以“申请缺乏法律依据”为由正式拒绝。新探随后将商标评审委员会诉至法院，北京市第一中级人民法院于2011年12月一审判决驳回诉讼请求。
有文章称，2012年2月，北京高院知识产权庭开庭审理新探的上诉，并于次月判决驳回新探全部诉讼请求，此为终审判决。
2019年9月，新探健康发展研究中心向国家知识产权局提请宣告中南海烟草商标无效。北京卷烟厂有限公司答辩后，国家知识产权局审理认为，争议商标不违反《商标法》有关规定，2021年1月20日宣布裁定，该商标予以维持。新探不服裁定，2021年2月将国家知识产权局起诉至北京知识产权法院，2022年6月该院开庭审理此案，法院认为诉争商标违反《商标法》相关规定，依法应宣告无效，国家知识产权局应纠正此前认定、重新作出裁定。
2013年，全国人大代表袁敬华在提案中提出，中南海、中华、熊猫、紫光阁等等有特殊意义名称应禁止用作香烟商标。